# Piranya roja

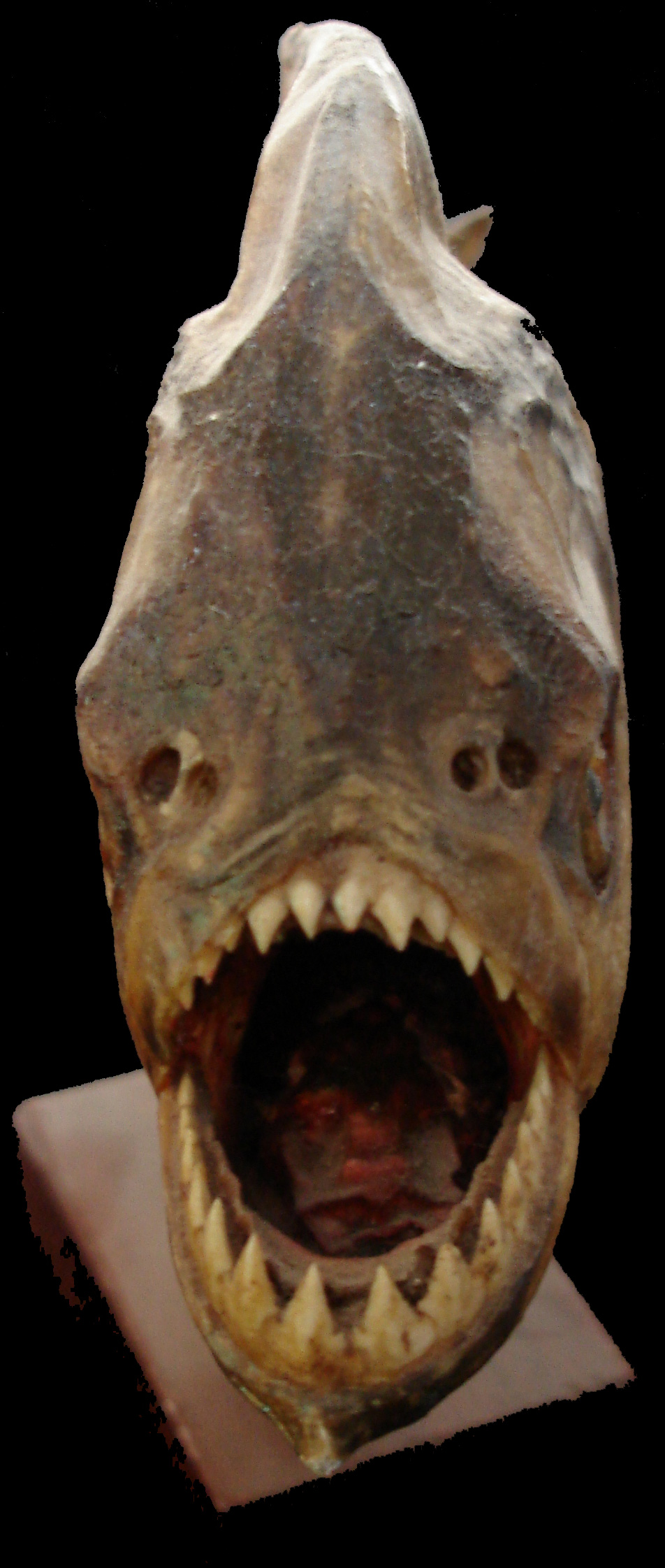
Vista frontal

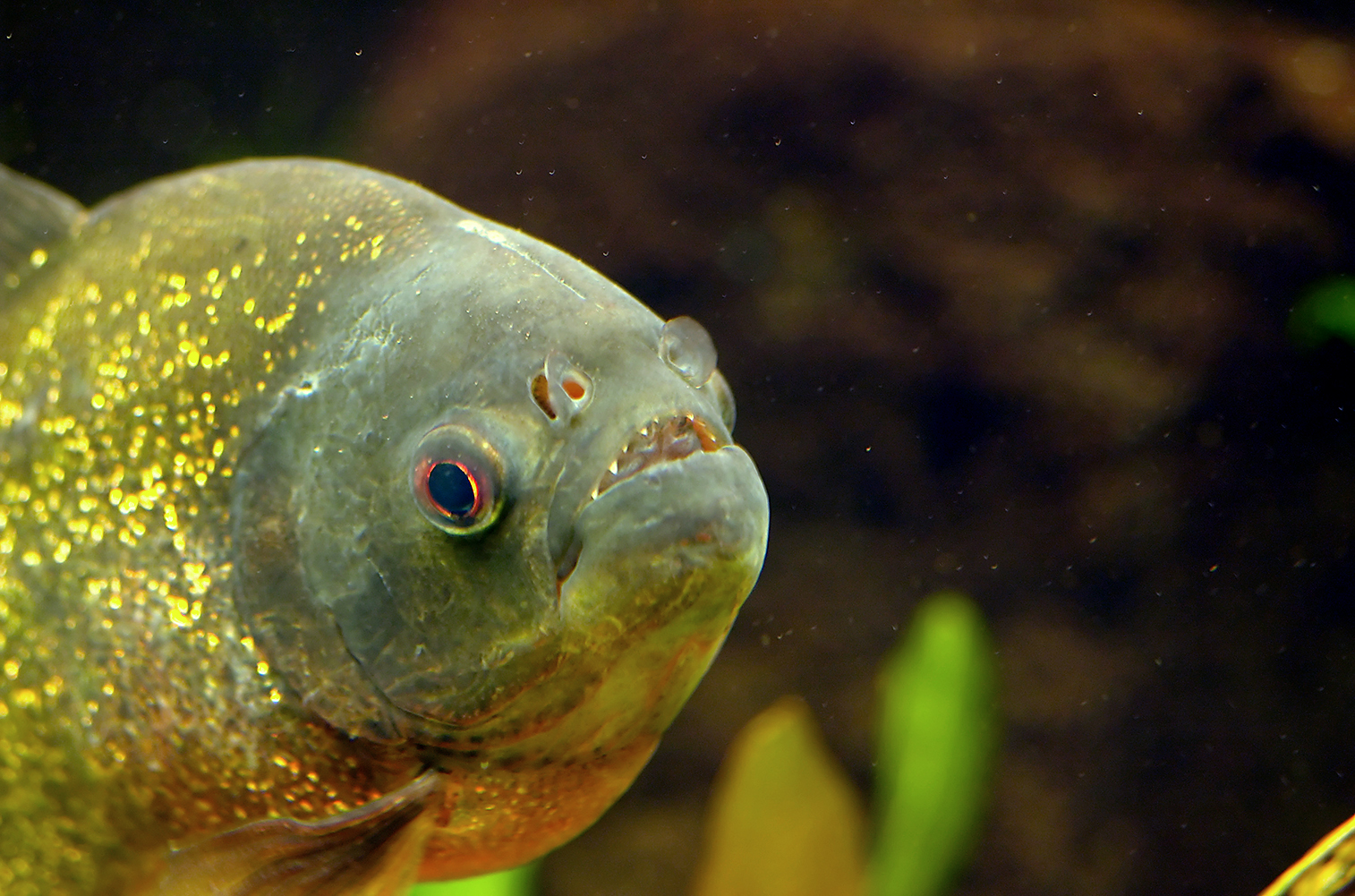
Vista del cap

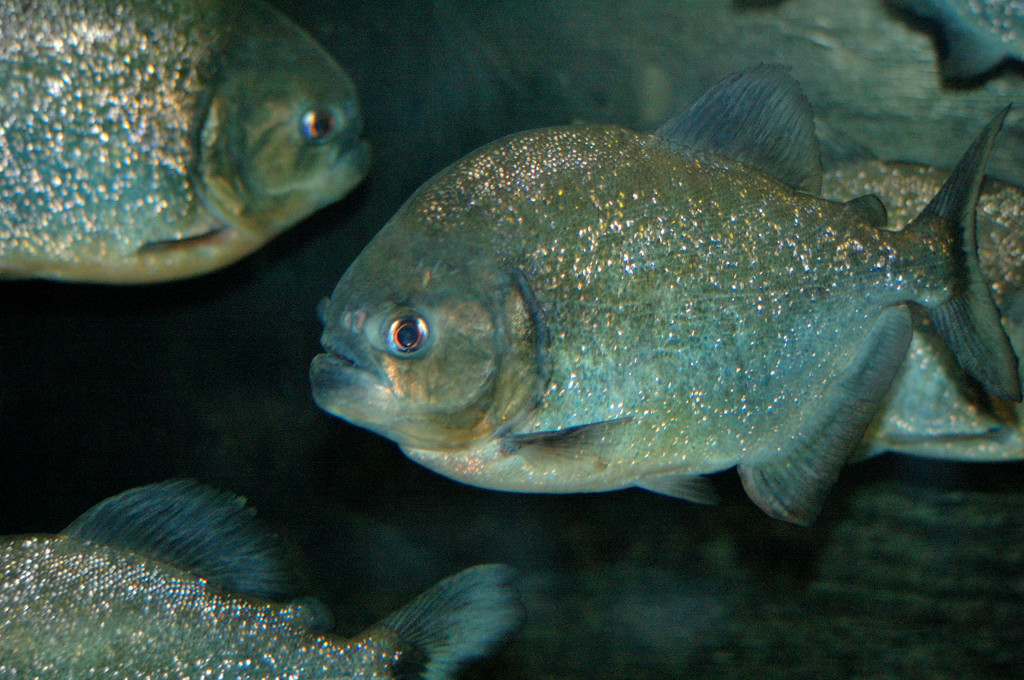
Grup de piranyes roges

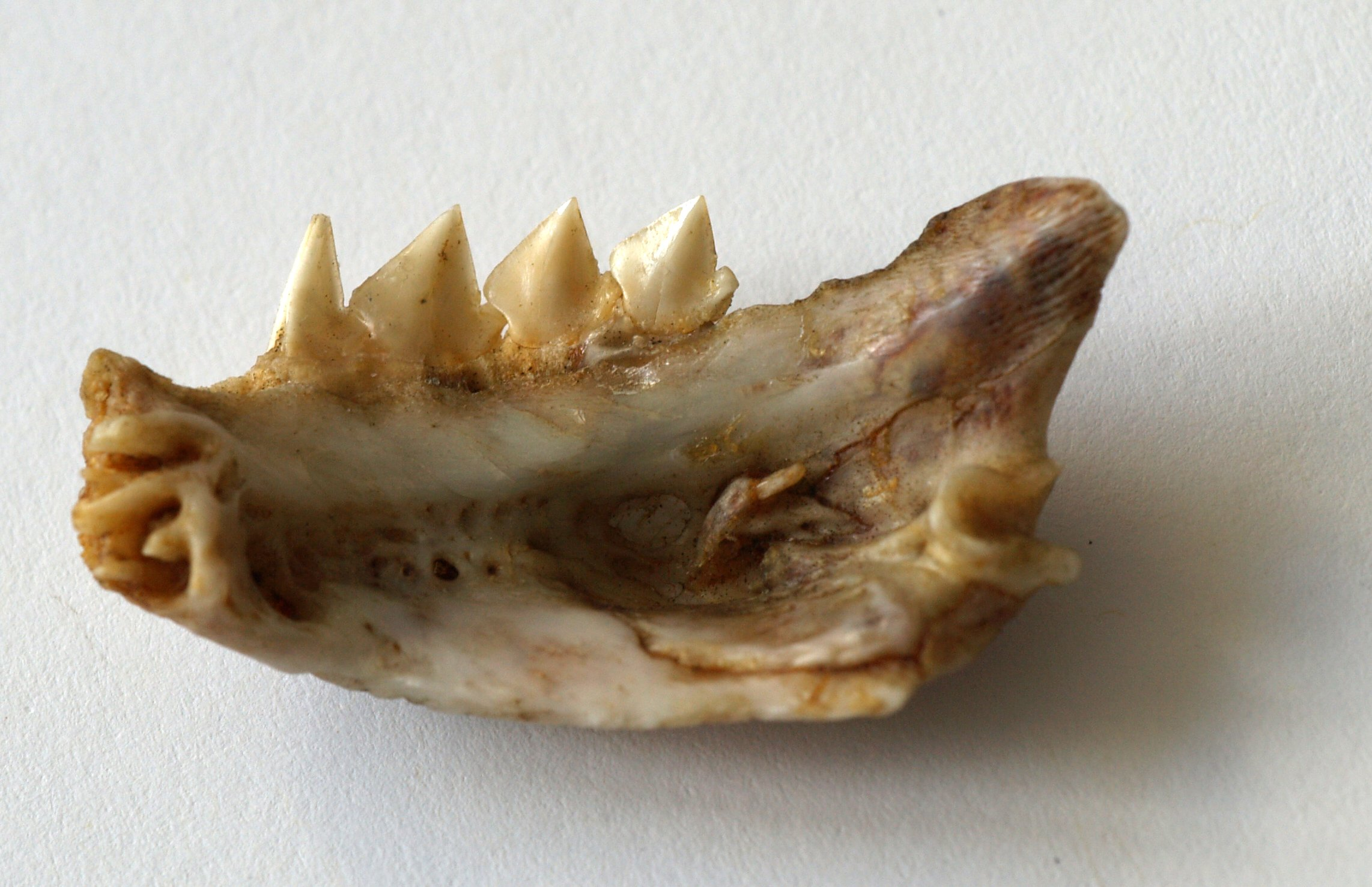
Mandíbula de piranya roja

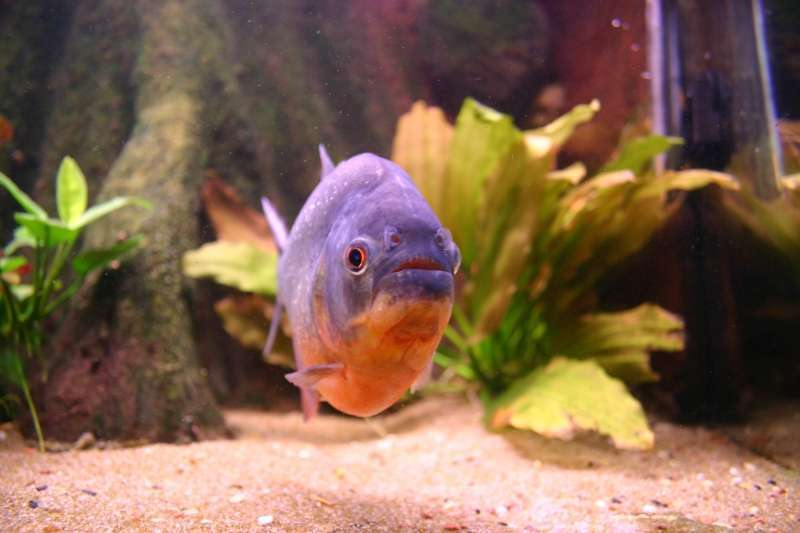
Vista frontal, en un aquàrium

La piranya roja (Pygocentrus nattereri) és una espècie de peix de la família dels caràcids i de l'ordre dels caraciformes.

## Morfologia
- Els mascles poden assolir 33,3 cm de llargària total i 3.850 g de pes.[3]

## Alimentació
Menja insectes, cucs i peixos (entre d'altres, Astyanax bimaculatus, Brycon hilarii, Cichlasoma dimerus, Crenicichla lepidota, Hoplias malabaricus i Markiana nigripinnis).

## Hàbitat
Viu en zones de clima subtropical entre 23 °C - 27 °C de temperatura.

## Distribució geogràfica
Es troba a Sud-amèrica: conques dels rius Amazones, Paraguai, Paranà, Essequibo i Uruguai, i rius costaners del nord-est del Brasil.

## Observacions
Pot ocasionar greus mossegades als humans.